# Bathylaco nielseni
Bathylaco nielseni is een straalvinnige vissensoort uit de familie van de gladkopvissen (Alepocephalidae). De wetenschappelijke naam van de soort is voor het eerst geldig gepubliceerd in 1980 door Sazonov & Ivanov.